# Punčový řez

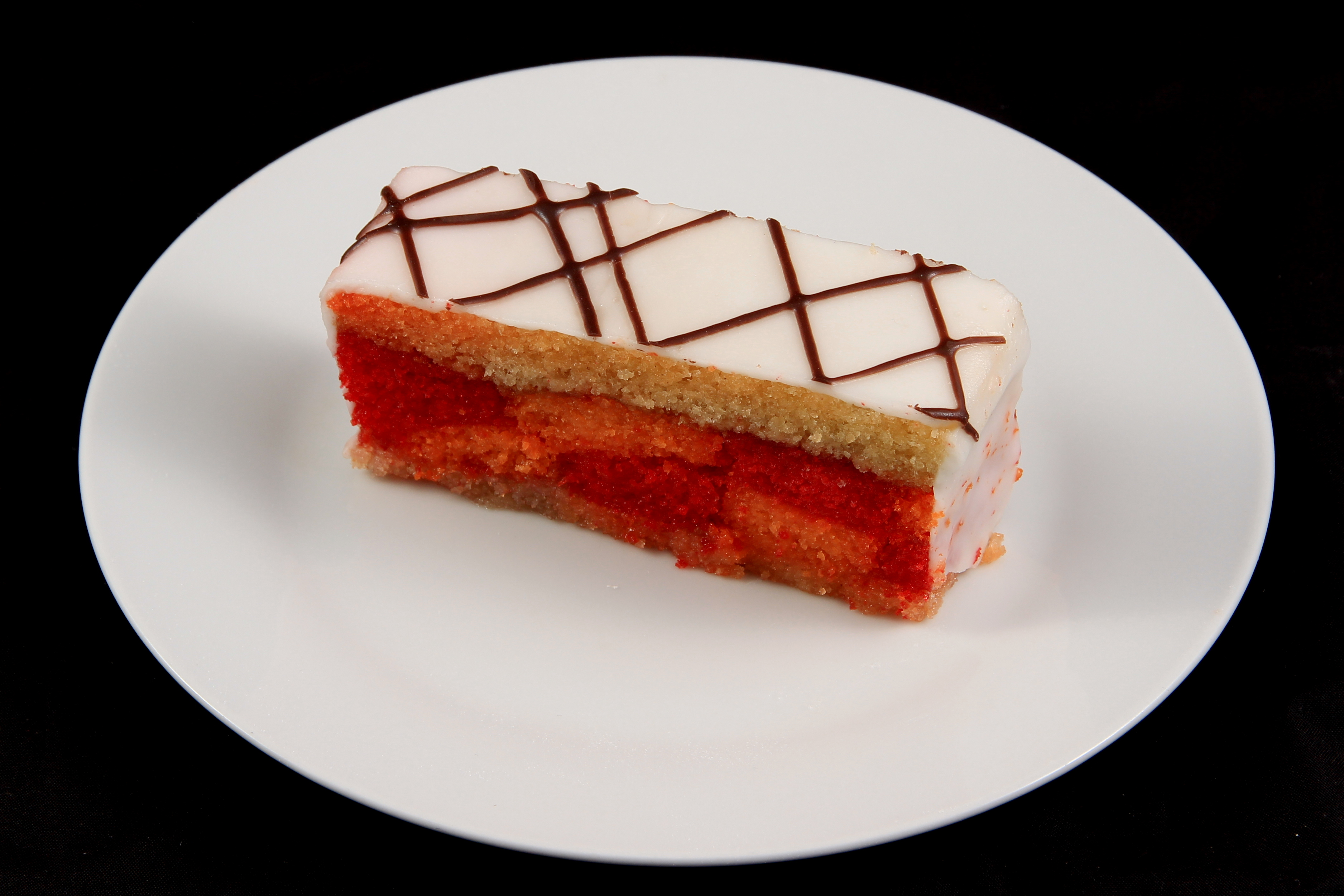
Punčový řez

Punčový řez je druh zákusku, jehož původ není příliš objasněn: není znám ani jeho autor, ani přesný rok, kdy byl vytvořen. Zákusek vznikl v Česku ve 20. století, pravděpodobně jako inspirace zákuskem vyrobeným cukráři v 19. století v Praze. Navzdory názvu se však většinou nepoužívá při výrobě punč, ale rum. Většinou se skládá ze tří složek: piškotového těsta, punčoviny a punčové polevy. Většinou se skládá ze tří nebo čtyř vrstev piškotového těsta, které jsou často prokládány marmeládou, typická je poleva, často zdobená čokoládou, mnohdy ve tvaru síťky či proužků. K výrobě je často používáno červené potravinářské barvivo či karmín.